# Winx (3. sezona)
Treća sezona serije Winx sastoji se od 26 epizoda te se izvorno prikazala na talijanskom kanalu Rai 2 od 29. siječnja do 28. ožujka 2007. godine.
Treća sezona se u Hrvatskoj premijerno prikazala na DVD izdanjima. Prvi DVD koji sadrži prve dvije epizode treće sezone, "Bal princeza" i "Valtorov znak", objavljen je sredinom 2009. godine. Godinu dana kasnije, sredinom 2010. godine, prvih šesnaest epizoda sezone objavljeno je kroz osam DVD izdanja.
Sezona se u Hrvatskoj prvi puta prikazivala subotom i nedjeljom u jutarnjem terminu na programu Nove TV  od 18. rujna do 12. prosinca 2010. godine. Sezona se kasnije, osim ponovnih repriza na Novoj TV, također prikazivala na Mini TV, te 2019. godine na programu Dome TV. Nickelodeon je također emitirao sezonu 2012. godine.

## Radnja
Zli čarobnjak Valtor bježi iz zatvora dimenzije Omega te zajedno s vješticama Trix postaje prijetnja Magičnoj Dimenziji. Valtor i Trix krenu u napad na brojne planete, uključujući i Laylin planet Andros, gdje remete mir i šire strah kako bi postali najmoćniji zlikovci čarobnog svemira. Kako bi postale jače i bile spremna za borbu protiv Valtora, Winxice moraju dobiti Enchantix, novu vilinsku transformaciju. No put do Enchantixa nije lagan jer zahtjeva od vila da se žrtvuju za svoje bližnje. Kroz brojne izazove i prepreke, Winxice dobivaju svoje Enchantix moći, a Bloom od Valtora saznaje sve više o svojoj prošlosti i o svojim biološkim roditeljima.

## Hrvatska sinkronizacija
Studio A.V.I.D. je 2009. godine proizveo hrvatsku sinkronizaciju prvih dviju epizoda treće sezone, "Bal princeza" i "Valtorov znak." U odnosu na glavnu glumačku postavu prve i druge sezone iz 2007. godine, Ana Marija Bokor postaje novi glas Bloom, Ivana Ljubičić novi glas Flore, a Mara Magaš novi glas Tecne. Obje su epizode bile objavljene na DVD izdanju sredinom 2009. godine. 
Studio A.V.I.D. je treću sezonu sinkronizirao u cijelosti 2010. godine. Ponovno se mijenja dio glumačke postave; Lorena Nosić postaje novi glas Bloom, Gloria Šoletić novi glas Tecne, a Domagoj Vorberger novi glas Valtora. Prve dvije epizode bile su ponovno sinkronizirane s novim glumcima. Ostali glumci iz prve i druge sezone nastavljaju tumačiti svoje uloge. 

### Glavne uloge
Sljedeći glumci su navedeni pod zaslugama u odjavnoj špici 3. sezone:
- Ana Marija Bokor — Bloom[a], Naratorica[a]
- Nino Dabac — Teredor[b]
- Marko Jelić — Brandon, Riven[a], Nabu, Buddy
- Zrinka Kušević — Musa, Stormy, Vanessa, Tune, Nova[c]
- Valentina Lončarić — Layla, Griselda, Galatea, Zarathustra, Matlin
- Mara Magaš — Tecna[a], Digit[a], grofica Cassandra[d]
- Mitra Muždalo — Faragonda, Darcy, Concorda
- Ivana Ljubičić — Flora, Chimera, Daphne, Niobe[e], Nova[f]
- Lorena Nosić — Bloom, Nova[b], Naratorica
- Gloria Šoletić — Tecna, Digit, Maia, Griffin
- Matija Tonković — Sky, Riven
- Željka Vujaković — Stella, Icy, Niobe[b]
- Dinko Vujević — Timmy, Valtor[a]
- Domagoj Vorberger — Valtor

### Ostale uloge
- Ivana Zanjko — Tressa
- Nives Trconić — grofica Cassandra[f]

## Epizode
Vidi još: Popis epizoda Winx Cluba
| 53. | 1.  | "Bal princeza" "The Princess' Ball"                         | 29. siječnja 2007. | 18. rujna 2010.     |
| Dok se Winxice spremaju za ljetne praznike, Stella saznaje da njen otac, kralj Radius, priprema bal princeza Stelli u čast. Stella i Winxice stoga odlaze u kupovinu nove haljine za bal, no stvari krenu po zlu kad zla Chimera ukrade Stellinu haljinu. U međuvremenu, Trix su poslane u ledeni zatvor Dimenzije Omega. Tamo susreću zlog čarobnjaka Valtora uz čiju pomoć bježe iz zatvora te napadnu Laylin planet Andros. |     |                                                             |                    |                     |
| 54. | 2.  | "Valtorov znak" "Valtor's Mark"                             | 31. siječnja 2007. | 19. rujna 2010.     |
| Winxice stižu u Solariju na Stellin bal princeza. Stella je razočarana kada na balu sazna da će se zla Grofica Cassandra udati za njenog oca i time postati nova kraljica Solarije. Uz pomoć čarolije koje su dobile od Valtora, Cassandra i njezina kćer Chimera pretvaraju Stellu u čudovište. Winxice upadnu u nevolju u i moraju pobjeći sa bala prije nego stražari uhvate Stellu.                                        |     |                                                             |                    |                     |
| 55. | 3.  | "Vila i zvijer" "The Fairy and the Beast"                   | 2. veljače 2007.   | 25. rujna 2010.     |
| Nakon što uspješno pobjegnu iz dvorca Solarije, Winx pokušavaju otkriti kako da vrate Stellin izgled. Rješenje se možda nalazi na misterioznoj lokaciji zvanoj Ogledalu Istine, pa se tako Winx i Majstori Magije upute na opasno putovanje. |     |                                                             |                    |                     |
| 56. | 4.  | "Ogledalo istine" "The Mirror of Truth"                     | 5. veljače 2007.   | 26. rujna 2010.     |
| Winxice pronalaze Ogledalo istine uz pomoć kojeg bi Stella trebala vratiti svoj izgled. Kako bi uspjela u tome, ona mora pronaći svoju unutarnju ljepotu. U Alfiji, Winxice saznaju o novoj Enchantix moći te o žrtvi koju ona zahtjeva. U međuvremenu, Layla dolazi sa Androsa s lošim vijestima jer je Valtor napao njen planet i pretvorio dobre sirene u čudovišta.                                                        |     |                                                             |                    |                     |
| 57. | 5.  | "More straha" "The Sea of Fear"                             | 7. veljače 2007.   | 2. listopada 2010.  |
| Bloom, Flora, Musa, Tecna i Layla stižu na Andros te pokušavaju skinut Valtorove zle čini sa sirena. U borbi protiv Valtora i Trix, Layla izgubi vid. |     |                                                             |                    |                     |
| 58. | 6.  | "Laylin izbor" "Layla's Choice"                             | 9. veljače 2007.   | 3. listopada 2010.  |
| Kako bi vratile Laylin vid, Winxice moraju posjetiti podvodni svijet u kojem kraljica Ligea posjeduje žezlo s iscjeljiteljskim moćima. |     |                                                             |                    |                     |
| 59. | 7.  | "Društvo svijetlosti" "The Company of the Light"            | 12. veljače 2007.  | 9. listopada 2010.  |
| Winxce su u kazni svog nedozvoljenog odlaska na Andros. Bloom od Faragonde saznaje priču o Društvu Svijetlosti koje se nekoć borilo protiv Valtora. |     |                                                             |                    |                     |
| 60. | 8.  | "Nelojalan protivnik" "A Disloyal Adversary"                | 14. veljače 2007.  | 10. listopada 2010. |
| Winxce i Majstori Magije posjećuju Eraklyon gdje se održava proslava na kojoj Sky planira zaprositi Bloom. Međutim, zla Diaspro je spremna uništiti proslavu i ponovno osvojiti Skyjevo srce. |     |                                                             |                    |                     |
| 61. | 9.  | "Srce i mač" "The Heart and The Sword"                      | 16. veljače 2007.  | 16. listopada 2010. |
| Bloom, Stella, Flora i Musa odlaze na Eraklyon kako bi sa Skyja skinule Diasprine zle čini. Layla saznaje da su njeni roditelji dogovorili brak sa njoj nepoznatim muškarcem. |     |                                                             |                    |                     |
| 62. | 10. | "Alfea pod opsadom" "Alfea Under Siege"                     | 19. veljače 2007.  | 17. listopada 2010. |
| Valtor i Trix preuzmu kontrolu nad Mračnim Tornjem i napadnu Alfeu kako bi ukrali tamošnje tajne čini iz knjižnice. Winxice moraju zaštiti svoju školu, a Musa dobiva težak zadatak spašavanja princeze Galateje iz požara u knjižnici. U međuvremenu, ravnateljica Faragonda nestaje u borbi sa Valtorom. |     |                                                             |                    |                     |
| 63. | 11. | "Zamka za vile" "A Trap for Fairies"                        | 21. veljače 2007.  | 23. listopada 2010. |
| Winx odlaze u Mračni Toranj u potrazi za Faragodnom. Tamo se moraju boriti protiv Valtora i vještica i čudovišta iz Mračnog Tornja na koje je bacio čini. Winx na kraju otkriju da je Faragonda zarobljena beživotna u drvetu. |     |                                                             |                    |                     |
| 64. | 12. | "Suze crne vrbe" "The Black Willow's Tears"                 | 23. veljače 2007.  | 24. listopada 2010. |
| Kako bi spasile Faragondu, Winxice odlaze na Florin planet Lynpheu u potrazi za suzama crne vrbe koje vraćaju vrijeme unazad. Trix ih slijede kako bi im poremetile planove. U napetoj borbi, Florina sestra Miele upada u nevolju, a Flora se mora žrtvovati za nju kako bi dobila svoju moć Enchantixa. |     |                                                             |                    |                     |
| 65. | 13. | "Posljednji treptaj krilima" "One Last Fluttering of Wings" | 26. veljače 2007.  | 30. listopada 2010. |
| Panika ponovno vlada na Laylinom planetu Androsu jer je portal Dimenzije Omega otvoren što omogućava brojnim čudovištima da pobjegnu iz zatvora. Winxice kreću u ovu opasnu misiju i pokušavaju pronaći način da zatvore portal. Na kraju, Tecna skupi dovoljno hrabrosti da se žrtvuje za spas Laylinog planeta. No nakon što uspješno zatvori portal i dobije svoju moć Enchantixa, Tecni se gubi svaki trag.                |     |                                                             |                    |                     |
| 66. | 14. | "Gnjev!" "Fury!"                                            | 28. veljače 2007.  | 31. listopada 2010. |
| Winxice odlaze u Mračni Toranj kako bi se osvetile Valtoru za Tecnin nestanak. Tamo susreću Griffin, upraviteljicu Mračnog Tornja, koju spase od Valtorovog zatočeništva. U napetoj borbi, Valtor otkriva da je poznavao Oritel i Marion, Bloomine biološke roditelje. |     |                                                             |                    |                     |
| 67. | 15. | "Otok zmajeva" "The Island of Dragons"                      | 2. ožujka 2007.    | 6. studenoga 2010.  |
| Bloom odlazi na Pyros, otok zmajeva, gdje planira ojačati svoju moć. Tamo upoznaje Buddyja koji joj pomaže u jačanju njezinih moći i vještina. U međuvremenu, Timmy pokušava izumiti uređaj kojim će pronaći Tecnu. |     |                                                             |                    |                     |
| 68. | 16. | "Iz pepela" "From the Ashes"                                | 5. ožujka 2007.    | 7. studenoga 2010.  |
| Timmy otkrije kako je Tecna zatočena u Omega Dimenziji pa Winxice odlaze na spasilačku misiju. Na Pyrosu, Bloom se bori protiv Trix i jedini način da ih pobjedi da konačno dvoje svoju Enchantix moć. |     |                                                             |                    |                     |
| 69. | 17. | "U zmijskom leglu" "In the Snake's Lair"                    | 7. ožujka 2007.    | 13. studenoga 2010. |
| Bloom i Sky se pomire te zajedno odlaze u Dimenziju Omega kako bi pomogli prijateljima u nevolji. Winx saznaju da je Tecna živa, no čeka ih bijeg iz Dimenzije Omega kojom stražare opasne ledene zmije. |     |                                                             |                    |                     |
| 70. | 18. | "Valtorova kutija" "Valtor's Box"                           | 9. ožujka 2007.    | 14. studenoga 2010. |
| Valtor planira napasti muzej u Magixu, no nitko nije siguran što točno želi ukrasti. Winx se nađu u borbi protiv Valtora i Trix, a u borbu se upetlja i misteriozni Ophir koji pokazuje interes za Laylu. |     |                                                             |                    |                     |
| 71. | 19. | "U zadnji čas" "At the Last Moment"                         | 12. ožujka 2007.   | 20. studenoga 2010. |
| Valtor planira napasti muzej u Magixu, no nitko nije siguran što točno želi ukrasti. Winx se nađu u borbi protiv Valtora i Trix, a u borbu se upetlja i misteriozni Ophir koji pokazuje interes za Laylu. |     |                                                             |                    |                     |
| 72. | 20. | "Napad Piksija" "The Pixies' Charge"                        | 14. ožujka 2007.   | 21. studenoga 2010. |
| Valtoru se briše svaki trag, i dok ga Winx traže, piksiji se obračunavaju s zlim vješticama Trix. |     |                                                             |                    |                     |
| 73. | 21. | "Tajna Crvenog Tornja" "The Red Tower"                      | 16. ožujka 2007.   | 27. studenoga 2010. |
| Winxice moraju pronaći zvijezde vode, najjače oružje u borbi protiv zmajeve vatre, kako bi konačno pobijedile Valtora. |     |                                                             |                    |                     |
| 74. | 22. | "Kristalni labirint" "The Crystal Labyrinth"                | 19. ožujka 2007.   | 28. studenoga 2010. |
| Stella, Musa i Tecna moraju proći kroz kristalni labirint i odreći se stvari koje najviše vole kako bi dobile zvijezde vode. |     |                                                             |                    |                     |
| 75. | 23. | "Čarobnjakov izazov" "The Wizards' Challenge"               | 21. ožujka 2007.   | 4. prosinca 2010.   |
| Valtor izaziva ravnatelje triju škola na bitku. Stvari se zakompliciraju kad Winx shvate da Valtor zapravo samo odvlači pažnju kako bi mogao napasti knjižnicu Alfije. |     |                                                             |                    |                     |
| 76. | 24. | "Vještičje otkrivenje" "Witches' Revelation"                | 23. ožujka 2007.   | 5. prosinca 2010.   |
| Winx odlaze u Mračni Toranj gdje Bloom želi kontaktirati tri antičke vještice i saznati istinu o svojim biološkim roditeljima. |     |                                                             |                    |                     |
| 77. | 25. | "Čarobnjakov gnjev" "Wizard's Anger"                        | 26. ožujka 2007.   | 11. prosinca 2010.  |
| Winx odlaze u Mračni Toranj gdje Bloom želi kontaktirati tri antičke vještice i saznati istinu o svojim biološkim roditeljima. |     |                                                             |                    |                     |
| 78. | 26. | "Novi početak" "A New Beginning"                            | 28. ožujka 2007.   | 12. prosinca 2010.  |
| Valtor otima Majstore Magije iz Crvene Fontane. U konačnoj borbi, Bloom mora iskoristiti svoju moć kako bi zauvijek pobijedila Valtora. |     |                                                             |                    |                     |